# Jean Bonnefons
Pour les articles homonymes, voir Bonnefons.
Jean Bonnefons, né à Clermont en Auvergne en 1554 et mort vers 1614, est un poète français, plus connu pour ses vers latins que pour ses vers français.

## Biographie
Né dans une famille de robe, Jean Bonnefons va faire des études de droit à Bourges, où il est l'élève de Cujas. Il s'y lie avec Gilles Durant, sieur de La Bergerie, clermontois comme lui, futur avocat, mais aussi poète (en langue française) et l'un des auteurs de la Satire Ménippée.
Il s'installe à Paris, exerce la profession d'avocat et se fait apprécier comme poète dans la société cultivée, où il trouve des protecteurs puissants comme Achille de Harlay, devenu premier président du parlement de Paris en 1582. Bonnefons publie en 1587 la Pancharis.
En 1584, il acquiert la charge de lieutenant général de Bar-sur-Seine, qu'il exerce tout au long de sa vie. Il s'y marie et renonce alors à la poésie amoureuse. Il a eu cinq enfants, dont un fils prénommé comme lui, qui hérita de sa charge et pratiqua aussi la poésie latine.
Il meurt, probablement à Bar-sur-Seine, dans sa soixantième année et la trentième de sa charge de lieutenant général, donc vers 1614, comme en témoigne l'épitaphe qu'il composa pour sa tombe en l'église Saint-Étienne de Bar-sur-Seine.

## Œuvre
Son œuvre principale, la Pancharis, œuvre de poésie amoureuse et galante en latin, se distingue par une élégance raffinée et un peu maniérée. Elle est formée de trente-deux pièces érotiques qui s'inscrivent dans la tradition des Basia (Baisers) de Jean Second (1539). Bonnefons se met sous le patronage de Catulle et de Tibulle.
Il avait une prédilection, du point de vue métrique, pour l'hendécasyllabe phalécien.